# Luibisböden
Die Luibisböden sind ein aufgegebenes Almgebiet unterhalb des Luibiskogels im mittleren Pitztal (Tirol/Österreich).
Am westlichen Rand der Luibisböden befindet sich eine der eindrucksvollsten Steinsetzungen (Steinmännchen) der Region. Im Gegensatz zu den üblichen konischen bis zu einem Meter hohen Steinhaufen, finden sich hier mehrere über zwei Meter hohe, aus Steinplatten geformte Zylinder. Einige zeichnen sich durch jeweils zwei ausladende Steinplatten aus und werden von den Einheimischen als Steinfrauen bezeichnet. Im Unterschied zu den meist der winterlichen Orientierung dienenden Steinhaufen könnte die Anzahl und der exponierte, vom Tal sichtbare Standort auf eher kultischen Zweck deuten. Lt. mdl. Mitteilungen der Anwohner ist das Alter der Steinmänner nicht bekannt. 
Sie werden bis in die Gegenwart (vielleicht auch im Sinne einer Land Art) gepflegt.
Koordinaten: 47° 2′ 48″ N, 10° 53′ 0″ O